# Theophil von Podbielski
Theophil Eugen Anton von Podbielski, född 17 oktober 1814 i Köpenick i nuvarande Berlin, död 31 oktober 1879 i Berlin, var en preussisk general; far till Victor von Podbielski.
Podbielski blev 1831 officer vid 1:a ulanregementet, 1861 överste och 1863 överkvartermästare vid de mot Slesvig-Holstein sända preussiska trupperna, var i tyska enhetskriget 1866 preussiska arméns generalkvartermästare, blev 1867 generallöjtnant och tjänstgjorde även under fransk-tyska kriget 1870-71 som generalkvartermästare samt blev därunder populär i hela Tyskland genom sina mästerligt avfattade officiella meddelanden från krigsskådeplatsen. År 1872 blev han generalinspektör för preussiska artilleriet.